# Célina Hangl
Célina Hangl (ur. 26 września 1989) – szwajcarska narciarka alpejska, srebrna medalistka mistrzostw świata juniorów.

## Kariera
Po raz pierwszy na arenie międzynarodowej Célina Hangl pojawiła się 5 grudnia 2004 roku w Sulden, gdzie w zawodach juniorskich zajęła 21. miejsce w slalomie. W 2005 roku wystartowała na olimpijskim festiwalu młodzieży Europy w Monthey, zajmując między innymi trzynaste miejsce w tej samej konkurencji. Rok później wystąpiła na mistrzostwach świata juniorów w Quebecu, gdzie była dziesiąta w slalomie, a w gigancie zajęła 31. miejsce. Jeszcze dwukrotnie startowała na imprezach tego cyklu, najlepszy wynik osiągając podczas mistrzostw świata juniorów w Formigal w 2008 roku, gdzie zdobyła srebrny medal w slalomie, ulegając tylko Austriaczce Bernadette Schild.
W zawodach Pucharu Świata zadebiutowała 29 grudnia 2006 roku w Semmering, gdzie nie zakwalifikowała się do pierwszego przejazdu slalomu. Pierwsze pucharowe punkty wywalczyła 9 grudnia 2007 roku w Aspen, zajmując trzynaste miejsce w tej samej konkurencji. Była to najwyższa lokata Hangl w zawodach tego cyklu wywalczyła. Najlepsze wyniki osiągnęła w sezonie 2007/2008, który ukończyła na 74. pozycji w klasyfikacji generalnej. Nie startowała na igrzyskach olimpijskich ani mistrzostwach świata. W 2013 roku zakończyła karierę.

## Osiągnięcia

### Mistrzostwa świata juniorów
| Miejsce | Dzień     | Rok  | Miejscowość | Konkurencja | Czas biegu  | Strata  | Zwyciężczyni          |
| ------- | --------- | ---- | ----------- | ----------- | ----------- | ------- | --------------------- |
| 10.     | 4 marca   | 2006 | Québec      | Slalom      | 1:37,30 min | +2,41 s | Maria Pietilä-Holmner |
| 31.     | 7 marca   | 2006 | Québec      | Gigant      | 2:22,43 min | +6,75 s | Tina Weirather        |
| 29.     | 8 marca   | 2007 | Altenmarkt  | Gigant      | 2:14,90 min | +6,42 s | Nicole Schmidhofer    |
| 6.      | 11 marca  | 2007 | Altenmarkt  | Slalom      | 1:44,23 min | +1,19 s | Ilka Štuhec           |
| 2.      | 28 lutego | 2008 | Formigal    | Slalom      | 1:33,85 min | +0,91 s | Bernadette Schild     |
| DNS1    | 29 lutego | 2008 | Formigal    | Gigant      | 1:42,50 min | -       | Anna Fenninger        |

### Puchar Świata

#### Miejsca w klasyfikacji generalnej
- sezon 2006/2007: -
- sezon 2007/2008: 74.
- sezon 2009/2010: -
- sezon 2010/2011: 112.
- sezon 2011/2012: -
- sezon 2012/2013: -

#### Miejsca na podium w zawodach
Hangl nie stawała na podium zawodów PŚ.